# Чилдерсберг (Алабама)
Чилдерсберг (енгл. Childersburg) град је у америчкој савезној држави Алабама. По попису становништва из 2010. у њему је живело 5.175 становника.

## Демографија
Према попису становништва из 2010. у граду је живело 5.175 становника, што је 248 (5,0%) становника више него 2000. године.
| Група             | 2000.         | 2010.         |
| Белци             | 3.377 (68,5%) | 3.071 (59,3%) |
| Афроамериканци    | 1.465 (29,7%) | 1.911 (36,9%) |
| Азијати           | 3 (0,1%)      | 25 (0,5%)     |
| Хиспаноамериканци | 30 (0,6%)     | 66 (1,3%)     |
| Укупно            | 4.927         | 5.175         |